# Герои Социалистического Труда Ингушетии
В настоящий список включены:

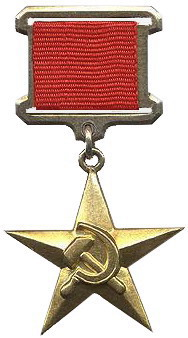
Золотая медаль «Серп и Молот»

- Герои Социалистического Труда, на момент присвоения звания проживавшие на территории современной Республики Ингушетия, — 22 человека;
- уроженцы Ингушетии, удостоенные звания Героя Социалистического Труда в других регионах СССР, — 1 человек.

Вторая часть списка может быть неполной из-за отсутствия данных о месте рождения ряда Героев.
В таблицах отображены фамилия, имя и отчество Героев, должность и место работы на момент присвоения звания, дата Указа Президиума Верховного Совета СССР, отрасль народного хозяйства, место рождения/проживания, а также ссылка на биографическую статью на сайте «Герои страны». Формат таблиц предусматривает возможность сортировки по указанным параметрам путём нажатия на стрелку в нужной графе.

## История
Первыми на территории современной Республики Ингушетия звания Героя Социалистического Труда были удостоены Указом Президиума Верховного Совета СССР от 9 марта 1948 года за получение высоких урожаев пшеницы и кукурузы шестеро работников сельского хозяйства и двое партийно-государственных деятелей Коста-Хетагуровского (ныне — Назрановского) района, который входил в 1944—1957 годах в состав Северо-Осетинской АССР.
Подавляющее большинство Героев Социалистического Труда в области приходится на работников сельского хозяйства — 15 человек; нефтяная промышленность — 5; государственное управление — 2.

## Лица, удостоенные звания Героя Социалистического Труда в Ингушетии
| №  | Фамилия, имя, отчество               | Даты жизни              | Деятельность | Дата присвоения | Отрасль       | Место рождения       | ГС        |
| -- | ------------------------------------ | ----------------------- | --- | --------------- | ------------- | -------------------- | --------- |
| 1  | Албогачиев Артаган Орцхоевич         | 1914 — 03.04.1984       | Звеньевой совхоза «Экажевский» Назрановского района Чечено-Ингушской АССР | 08.04.1971      | сельхоз       | Назрановский район   | [ ГС 1 ]  |
| 2  | Барахоева Лемка Эльбускиевна         | 1918 — 25.04.1988       | Доярка совхоза «Назрановский» Назрановского района Чечено-Ингушской АССР | 24.12.1965      | сельхоз       | Малгобекский район   | [ ГС 2 ]  |
| 3  | Бахмадов Мады Джамалдинович          | род. 1931               | Чабан колхоза «Кавказ» села Вознесенское Малгобекского района Чечено-Ингушской АССР                                                                                            | 08.04.1971      | сельхоз       | *Чечня               | [ ГС 3 ]  |
| 4  | Бондарев Фёдор Иванович              | 1909—1979               | *Главный агроном районного отдела сельского хозяйства Коста-Хетагуровского района Северо-Осетинской АССР                                                                       | 09.03.1948      | сельхоз       | *Северная Осетия     | [ ГС 4 ]  |
| 5  | Бтемиров Иван Хасакоевич             | 1909 — 27.12.1990       | *Секретарь Коста-Хетагуровского райкома ВКП(б), Северо-Осетинская АССР | 09.03.1948      | госуправление | *Северная Осетия     | [ ГС 5 ]  |
| 6  | Воробьёв Александр Иванович          | 1909—1981               | *Директор Коста-Хетагуровской МТС Северо-Осетинской АССР | 09.03.1948      | сельхоз       | *Ростовская область  | [ ГС 6 ]  |
| 7  | Емельянов Василий Ильич              | 17.09.1918 — ????       | Председатель колхоза «Победа» Сунженского района Чечено-Ингушской АССР | 23.06.1966      | сельхоз       | Сунжа                | [ ГС 7 ]  |
| 8  | Ерманчук Иван Фёдорович              | 1907—1987               | *Бригадир колхоза имени Ленина Коста-Хетагуровского района Северо-Осетинской АССР                                                                                              | 09.03.1948      | сельхоз       | *Северная Осетия     | [ ГС 8 ]  |
| 9  | Кайтуков Казгери Садулаевич          | 1909—1992               | *Председатель Коста-Хетагуровского райисполкома Северо-Осетинской АССР | 09.03.1948      | госуправление | *Северная Осетия     | [ ГС 9 ]  |
| 10 | Катасонов Андрей Дмитриевич          | 1913 — ????             | Мастер по сложным работам Карабулакской конторы разведочного бурения объединения «Грознефть» Министерства нефтедобывающей промышленности СССР, Чечено-Ингушская АССР           | 23.05.1966      | нефтепром     | Карабулак            | [ ГС 10 ] |
| 11 | Кодзоев Багаудин Госпоевич           | 04.05.1934 — 14.06.2010 | Звеньевой механизированного звена совхоза «40 лет Октября» Назрановского района Чечено-Ингушской АССР                                                                          | 29.08.1986      | сельхоз       | Назрановский район   | [ ГС 11 ] |
| 12 | Колесников Фёдор Львович             | 1907 — 31.08.1992       | Мастер нефтепромыслового управления «Малгобекнефть» Чечено-Ингушского совнархоза                                                                                               | 28.05.1960      | нефтепром     | *Северная Осетия     | [ ГС 12 ] |
| 13 | Кравченко Николай Васильевич         | 28.11.1915 — 1986       | *Звеньевой колхоза имени Орджоникидзе Коста-Хетагуровского района Северо-Осетинской АССР                                                                                       | 09.03.1948      | сельхоз       | * Ростовская область | [ ГС 13 ] |
| 14 | Левшин Александр Иванович            | 10.10.1932 — 18.03.2006 | Буровой мастер конторы глубокого разведочного бурения № 1 нефтепромыслового управления «Малгобекнефть» Министерства нефтедобывающей промышленности СССР, Чечено-Ингушская АССР | 24.12.1965      | нефтепром     | *Чечня               | [ ГС 14 ] |
| 15 | Лологаев Ахмет Бибердович            | 01.07.1924 — 05.04.2010 | Оператор по добыче нефти и газа нефтегазодобывающего управления «Малгобекнефть» объединения «Грознефть» Министерства нефтяной промышленности СССР, Чечено-Ингушская АССР       | 30.03.1971      | нефтепром     | Ингушетия            | [ ГС 15 ] |
| 16 | Маркин Иван Яковлевич                | 1896—1986               | *Старший механик Коста-Хетагуровской МТС Северо-Осетинской АССР | 09.03.1948      | сельхоз       | *Ростовская область  | [ ГС 16 ] |
| 17 | Мистулов Агубе Габатович             | 1912 — 20.11.1968       | *Заведующий районным отделом сельского хозяйства Коста-Хетагуровского района Северо-Осетинской АССР                                                                            | 09.03.1948      | сельхоз       | *Северная Осетия     | [ ГС 17 ] |
| 18 | Нетребо Раиса Николаевна             | род. 25.12.1928         | Звеньевая колхоза «Пролетарская победа» Сунженского района Грозненской области                                                                                                 | 19.03.1948      | сельхоз       | Сунженский район     | [ ГС 18 ] |
| 19 | Паук Марина Яковлевна                | 30.10.1917 — 09.05.1999 | Заведующая нефтепромыслом № 1 нефтепромыслового управления «Малгобекнефть» объединения «Грознефть» Министерства нефтедобывающей промышленности СССР, Чечено-Ингушская АССР     | 23.05.1966      | нефтепром     | *Северная Осетия     | [ ГС 19 ] |
| 20 | Потапенко (Кузнецова) Вера Яковлевна | 1925 — 05.08.2011       | Звеньевая колхоза «Пролетарская победа» Сунженского района Грозненской области                                                                                                 | 19.03.1948      | сельхоз       | Сунженский район     | [ ГС 20 ] |
| 21 | Рыжков Иван Гаврилович               | 1907 — ????             | Бригадир тракторной бригады Орджоникидзевской МТС Грозненской области | 19.03.1948      | сельхоз       |                      |           |
| 22 | Чередников Родион Афанасьевич        | 1897 — ????             | Бригадир тракторной бригады Орджоникидзевской МТС Грозненской области | 19.03.1948      | сельхоз       |                      |           |

## Уроженцы Ингушетии, удостоенные звания Героя Социалистического Труда в других регионах СССР
| № | Фамилия, имя, отчество   | Даты жизни              | Деятельность                                  | Дата присвоения | Отрасль       | Место рождения | ГС       |
| - | ------------------------ | ----------------------- | --------------------------------------------- | --------------- | ------------- | -------------- | -------- |
| 1 | Медунов Сергей Фёдорович | 04.10.1915 — 26.09.1999 | Первый секретарь Краснодарского крайкома КПСС | 07.12.1973      | госуправление | Сунжа          | [ ГС 1 ] |